# Hans Böttcher (Regisseur)
Hans Otto Böttcher (* 24. Dezember 1898 in Hamburg; † 15. Juni 1936 in Hamburg-Eppendorf) war ein deutscher Rundfunkpionier, Hörspielsprecher und Regisseur (Oberspielleiter) bei der NORAG in Hamburg.

## Leben

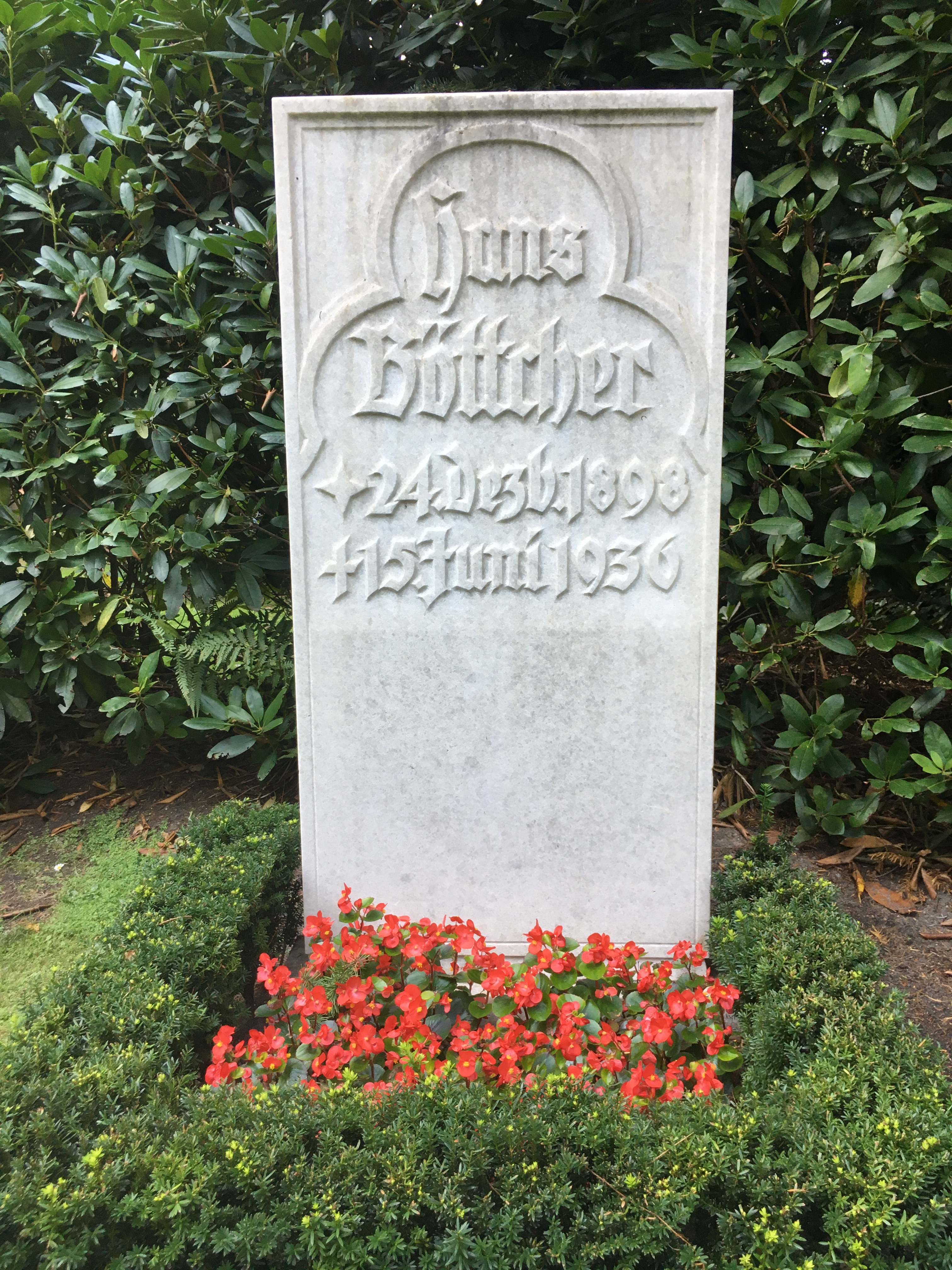
Grabstätte Hans Böttcher auf dem Friedhof Ohlsdorf

Wie Hans Böttcher im Vorwort zu seiner Dissertation phil. (Thema: Vergleichende Untersuchungen über die epische Technik und den Stil bei Fooke Hoissen Müller und Klaus Grooth) über seinen Werdegang schrieb, besuchte er nach der Volksschule die Realschule vor dem Lübecker Tor und anschließend die Oberrealschule St. Georg in seiner Heimatstadt Hamburg. Danach war er im Kriegseinsatz an der Westfront stationiert. Ab dem Sommersemester 1919 besuchte er die Universität in Marburg und ab dem Wintersemester 1920 die Universität Hamburg. Zu seinen Lehrern gehörten u. a. die Professoren Ernst Elster, Max Deutschbein, Friedrich Vogt und Ferdinand Wrede in Marburg, sowie Agathe Lasch, Conrad Borchling und Emil Wolff in Hamburg.
Er beschäftigte sich vorwiegend mit dem Studium der germanischen Sprachen, der deutschen Literaturgeschichte, der Altertumswissenschaft und der Volkskunde. Sein Hauptfach war die niederdeutsche und niederländische Philologie und Literaturgeschichte.
Die mündliche Prüfung legte er am 22. Juli 1922 ab.
Im Jahre 1924 gehörte Böttcher gemeinsam mit Hans Bodenstedt und Kurt Stapelfeldt zu den Gründungsmitgliedern der in Hamburg ansässigen Nordischen Rundfunk AG (NORAG). Als Rundfunkredakteur engagierte er sich maßgeblich für den Bereich der niederdeutschen Sprache und Kultur. Er setzte sich für die rundfunkgerechte Bearbeitung von Werken niederdeutscher Autoren ein und brachte sie so auf die Funkbühne. Bei diesen Sendespielen, wie man das Format damals nannte, war er überwiegend als Regisseur im Einsatz.
Sehr erfolgreich gestaltete sich dabei seine Zusammenarbeit mit Richard Ohnsorg, dem Leiter der Niederdeutschen Bühne Hamburg, nach dem die Spielstätte später in Ohnsorg-Theater umbenannt wurde. Von Anfang an waren er und sein Ensemble, darunter beispielsweise seine „rechte Hand“ Hermann Möller, Magda Bäumken, Walther Bullerdiek, Hans Langmaack, Käte Alving und der junge Otto Lüthje dabei. Die Zusammenarbeit mit dem Theater setzte sich übrigens auch nach Ohnsorgs Tod mit dem späteren NWDR Hamburg und dem NDR fort.
Wie sein Studienkollege Stapelfeldt engagierte auch er sich umfangreich in der niederdeutschen Bewegung Quickborn. Zudem war er an führender Stelle bei der Gründung der Hans-Bredow-Schule, der Rundfunk-Volkshochschule, beteiligt. Dessen ersten Zweig, der Schule des Niederdeutschen , hat er praktisch „aus der Taufe“ gehoben.
Auch nach der Machtergreifung durch die Nationalsozialisten, als die NORAG verstaatlicht wurde und nun als Reichssender Hamburg weitergeführt wurde, blieb Böttcher beim Sender.
Im Jahre 1936 erkrankte Böttcher schwer. Daraufhin wurde er in das Universitätsklinikum Eppendorf eingeliefert, wo er am 15. Juni an einer Lungenentzündung verstarb. Die Urnenbeisetzung fand auf dem Friedhof Ohlsdorf statt. Die Grabstelle ist erhalten und befindet sich im Planquadrat Q 8.
Mit Böttcher verbunden ist auch der für Hörspiele in niederdeutscher Sprache von 1960 bis 1982 verliehene Hans-Böttcher-Preis der Alfred-Toepfer-Stiftung F.V.S. zu Hamburg. 1982 wurde dieser und vier weitere Preise mit dem Fritz-Reuter-Preis (Hamburg) zusammengelegt.

## Hörspiele
Zurzeit (Ende Januar 2021) sind bei der ARD-Hörspieldatenbank aus der Frühzeit nur die Jahrgänge 1924 bis 1927 und teilweise auch noch 1928 erfasst. In den Anfangsmonaten wurden bei den Mundart-Hörspielen keine Angaben zu den Regisseuren gemacht. Sämtliche Produktionen wurden live ohne Aufzeichnung gesendet, da eine solche Technik erst Ende der 1920er-Jahre zur Verfügung stand.

### Als Sprecher
- 1924: Wilhelm Meyer-Förster: Alt-Heidelberg – Regie und Sprecher: Hermann Beyer
- 1925: Wilhelm Meyer-Förster: Alt-Heidelberg – Regie und Sprecher: Hermann Beyer
- 1925: Wilhelm Friedrich Wroost: Wrack – Regie: Nicht angegeben
- 1927: Wilfried Wroost: Wrack – Regie: Er selbst

### Als Regisseur
- 1925: Gorch Fock: Doggerbank. Niederdeutsches Drama in einem Aufzug
- 1925: Geert Teis: Meister öwer Meister. Lustspiel – aus dem Groninger Dialekt übertragen und für plattdeutsche Speeldeelen frei bearbeitet
- 1925: Georg Ruseler: De dulle Deern. Een lustig Burnspill in dre Törns
- 1925: Ingeborg Andresen: De Roop. Spel in dre Tög
- 1925: Hermann Boßdorf: Dat Schattenspel. Plattdütsche Komeedie in een Akt
- 1925: Hinrich Wriede: Leege Lüd. Een lustig Spillwark in een Törn
- 1925: Fritz Stavenhagen: Mudder Mews. Niederdeutsches Drama in 5 Akten
- 1925: Karl Wagenfeld: Hatt giegen Hatt. Niederdeutsches Bauerndrama in 3 Aufzügen
- 1925: Paul Schurek: Stratenmusik. Kummedi in dree Akten (Übertragung vom Noragfest in Harburg auf alle NORAG-Sender am 1. August 1925)
- 1925: Wilfried Wroost: Slagsiet. Niederdeutsches Drama in 3 Aufzügen
- 1925: Fritz Stavenhagen: Mudder Mews. Niederdeutsches Drama in 5 Akten
- 1925: Hermann Boßdorf: De Fährkrog. En dramatisch Glieknis in dree Akten
- 1925: Paul Schurek: Stratenmusik. Kumeedi in dree Akten
- 1925: Hermann Boßdorf: Bahnmeester Dod. En nedderdütsch Drama in fief Akten
- 1925: Fritz Stavenhagen: Jürgen Piepers. Niederdeutsches Volksstück in 5 Akten
- 1925: Bruno Peyn: Sunte Maria tou'm Schare. Ein Hamborger Singspel in fiw Optög
- 1925: Hans Ehrke: Narrenspegel. En eernsthafti Komeedi in veer Optög
- 1925: Heinrich Behnken: De Verschriewung. Lustspiel in drei Akten
- 1925: Bruno Peyn: Sunte Maria tou'm Schare. En Hamborger Singspel in fiev Optög
- 1926: Fritz Stavenhagen: Jürgen Piepers (Zwei Ausstrahlungen im Monat Januar)
- 1926: Alexander Baumann: Das Versprechen hinterm Herd. Singspiel aus den österreichischen Alpen
- 1926: Paul Schurek: Sylvester. Komedi in dree Biller
- 1926: Paul Schurek: Der letzte Droschkenkutscher. Komedi in een Optog
- 1926: Rudolf Werner: Seefahrt. Niederdeutsches Schauspiel in 3 Akten
- 1926: Karl Kriekeberg: Pidder Lüng. Detlev von Liliencron to'n Gedenken
- 1926: Gorch Fock: Die Königin von Honolulu. Volksstück in vier Aufzügen
- 1926: Hermann Boßdorf: Bahnmeester Dod. En nedderdütsch Drama in fief Akten
- 1926: Otto Franz Grund: Nestküken. Ein lustig Spill in drei Akten
- 1926: Gorch Fock: Die Königin von Honolulu. Volksstück in 4 Aufzügen
- 1926: Ernst Elias Niebergall: Herr Bummerlunder (Datterich in niederdeutscher Sprache)
- 1926: Hermann Boßdorf: De Fährkrog. Een dramatisch Glieknis in drei Akten
- 1926: Hermann Boßdorf: Kramer Kray. Nedderdütsche Komödiein fiev Akten
- 1926: Herman Heijermans: Keden. Von Kinnerleev een irnst-lustig Speel in vier AKten
- 1926: Wilhelm Scharrelmann: Die Hochzeit in der Pickbalge. Ein heiteres Schauspiel in vier Akten
- 1926: Gustav Möhring: Dusenddüwelswarf. Drama in fiev Optög
- 1926: Hans Ehrke: Dat Pastür. Monedi in einem Optog
- 1926: August Hinrichs: De Aukschon. En lustig Spill in einem Optog
- 1926: August Hinrichs: Marie. Plattdütsch Drama in einem Optog
- 1926: Otto Franz Grund: Dat lütte Rümeken. Lustig Spill in 3 Akten
- 1926: Paul Schurek: Sylvester. Komedi in 3 Biller
- 1927: Wilfried Wroost: Wrack. Plattdeutsches Volksstück in vier Aufzügen (auch Sprecher)
- 1927: Heinrich Behnken: Klaus Knipphoff. Historisches Schauspiel in fünf Aufzügen
- 1927: Peter Werth: St. Elmsfüer. Een Speel in 4 Optög
- 1927: Fritz Stavenhagen: Mudder Mews. Niederdeutsches Schauspiel in fünf Akten (Gastspiel der Niederdeutschen Noragbühne Hamburgbeim Südwestdeutschen Rundfunkdienst AG in Frankfurt am Main)
- 1927: Bruno Peyn: Sunte Maria tou'm Schare. En Hamborger Singspel in fiev Optög
- 1928: Otto Franz Grund: Bangbüx. Komedi in fief Akten
- 1928: Wilhelm Scharrelmann: Die Hochzeit in der Pickbalge. Ein heiteres Schauspiel in vier Akten